# Casuarina

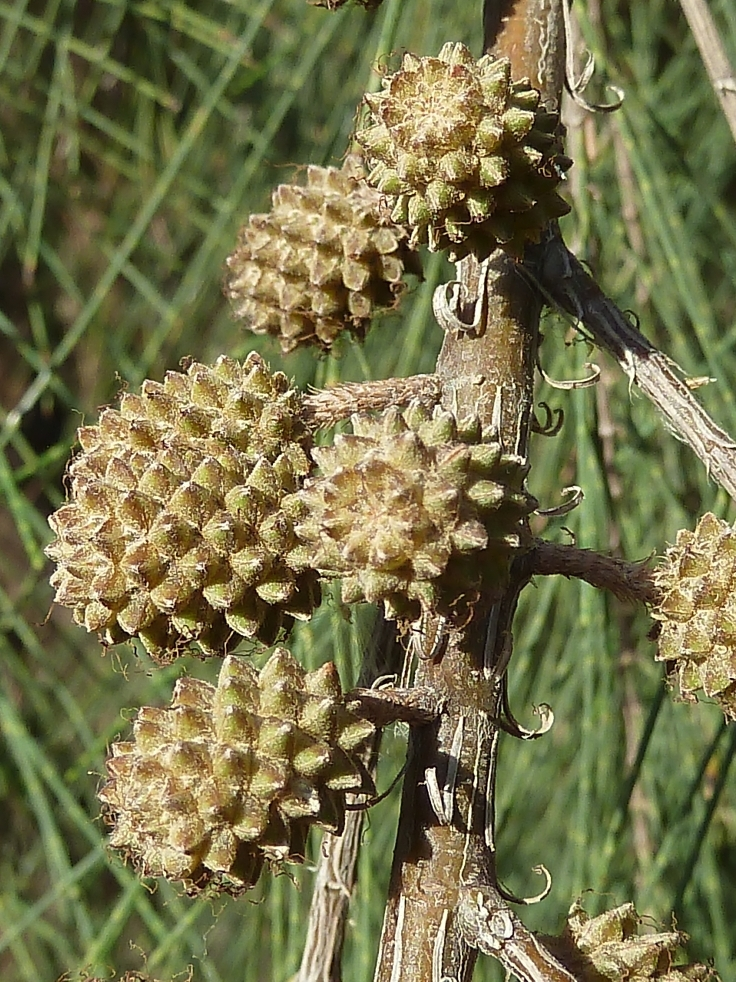
Conos inmaduros in situ de Casuarina cunninghamiana.

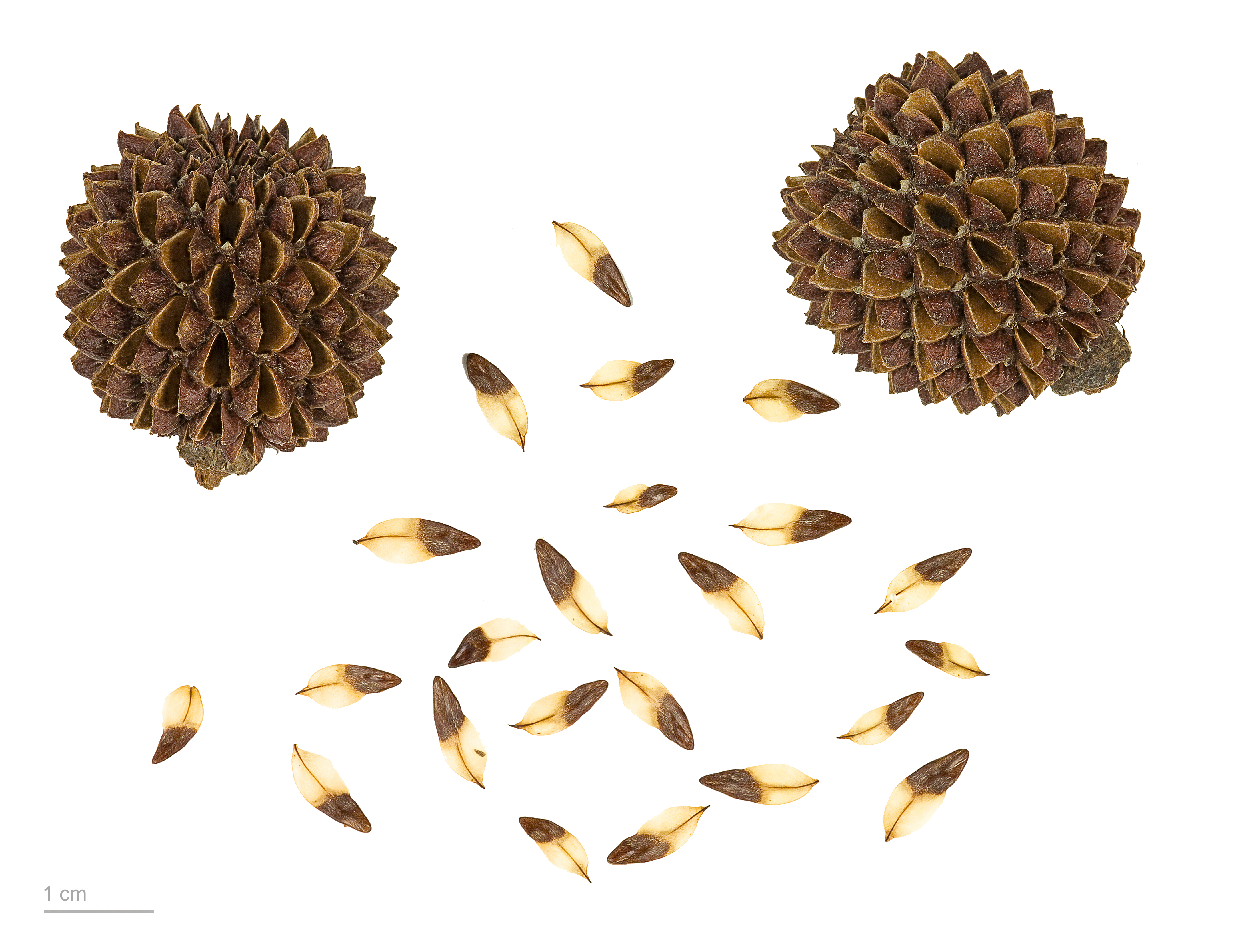
'Conos' y semillas aladas.

Casuarina (nombre común casuarinas) es un género de arbustos y árboles perennes compuesto por una quincena de especies —monoicas o dioicas— aceptadas, de unas 35 descritas.
Sus esbeltas y delicadas ramas con verticilos de inconspicuas hojas escuamoides y sus infrutescencias estrobiloides les dan apariencia de pinos. Sin embargo, a pesar de lo que pueda parecer, no son Gimnospermas sino Angiospermas con caracteres morfológicos muy particulares y que tienen una familia propia (Casuarinaceae).

## Distribución
Son originarios de Australia y las islas del Océano Pacífico, pero son muy comunes en las regiones tropicales y subtropicales.

## Cultivo
Comúnmente conocidas como roble hembra (she-oak o sheoak), palo hierro (ironwood), o palo res (beefwood), las casuarinas son comúnmente cultivadas en áreas tropicales, subtropicales y templadas en todo el mundo.

## Especies aceptadas
- Casuarina collina Poiss. ex Pancher & Sebert
- Casuarina cristata Miq.
- Casuarina cunninghamiana Miq.
- Casuarina equisetifolia L.
- Casuarina glauca Sieber ex Spreng.
- Casuarina grandis L.A.S.Johnson
- Casuarina junghuhniana Miq.
- Casuarina obesa Miq.
- Casuarina oligodon L.A.S.Johnson
- Casuarina orophila L.A.S.Johnson
- Casuarina pauper F.Muell. ex L.A.S.Johnson
- Casuarina potamophila Schltr.
- Casuarina tenella Schltr.
- Casuarina teres Schltr.[1]